# Oltrefersina
Oltrefersina is een plaats (frazione) in de Italiaanse gemeente Trente.